# はまみらいウォーク
はまみらいウォークは、神奈川県横浜市西区の横浜駅東口とみなとみらい地区の間の帷子川に架かる人道橋（ペデストリアンデッキ）である。2009年7月21日に開通した。
当人道橋のデザインはエムアンドエムデザイン事務所が手がけており、2011年には土木学会デザイン賞優秀賞を受賞している。

## 概要
当人道橋は横浜駅側が横浜新都市ビル（そごう横浜店）および横浜スカイビルの2階部分（風の広場〈はまテラス〉、公開空地）と接続されており、さらにみなとみらい地区側は日産自動車グローバル本社と直結しているため、ビル内の「NISSANウォーク」を通り抜けることによって横浜駅方面〜みなとみらい地区間の最短でのアクセスが可能である。またこの他にも、NISSANウォークとの接続部付近より帷子川沿いに整備されている「水際線プロムナード」に降りることが可能で、このプロムナードを介して西側の国道1号や東側のみなとみらい大橋（みなとみらい大通り）、高島水際線公園へ行くことができる。また新都市ビル東側テラスとかもめ歩道橋を通って横浜ベイクォーターにも接続している。
この人道橋が完成するまでは横浜駅からみなとみらい地区へ徒歩で行く場合、国道1号経由か、横浜ベイクォーターからみなとみらい大橋経由と時間がかかっていた。
なお、当人道橋の東側に平行して架かるみなとみらい大橋には、横浜新都市ビルおよび横浜スカイビルがある区域（出島地区）の海側より同橋の中央付近に向かってT字型に接続される自動車等も通れる道路（栄本町線支線1号）の計画があるが、整備時期は未定となっている。また、当人道橋上の屋根が架かっている部分（西側）には動く歩道の設置も当初計画されていたが、2009年の開通時には設置が見送られている（将来的に設置する計画となっているかについては不明である）。

## 完成から開通までの経緯
2008年6月に当人道橋が完成し当初は同年秋の開通を予定していたが、水際線プロムナードの工事の遅れなどにより開通が翌年7月までずれ込んでいる。2008年の段階ではNISSANウォークがまだ存在しなかったため、みなとみらい地区へのアクセスを可能とするのに同プロムナードの完成を待つ必要があった。

## 名称について
当人道橋の名称は計画段階では「横浜駅東口ペデストリアンデッキ（仮称）」とされていたが、2008年6月に一般公募を行い同年10月には316件の応募の中から「はまみらいウォーク」に決定している。

## ギャラリー

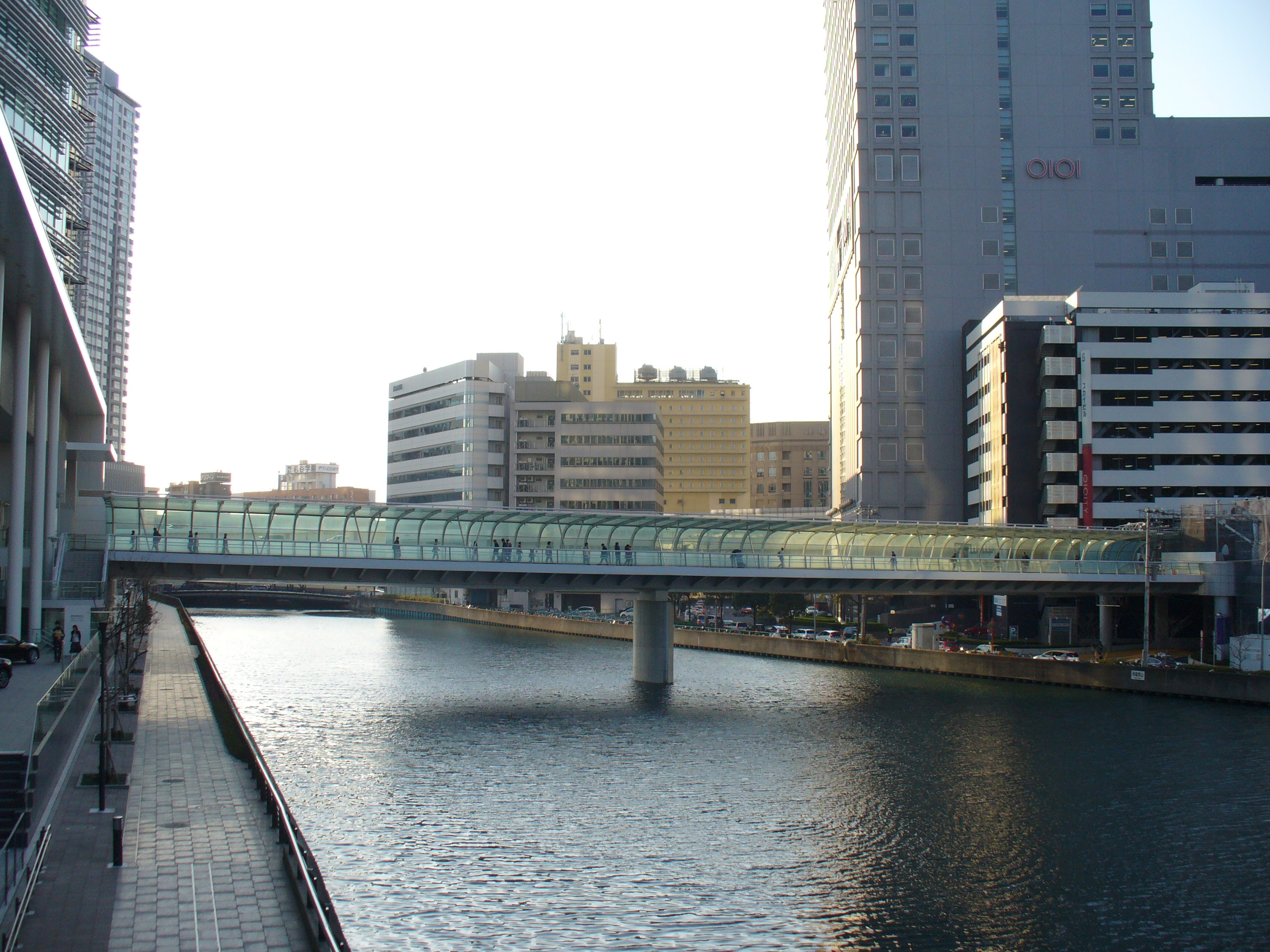
東側より撮影
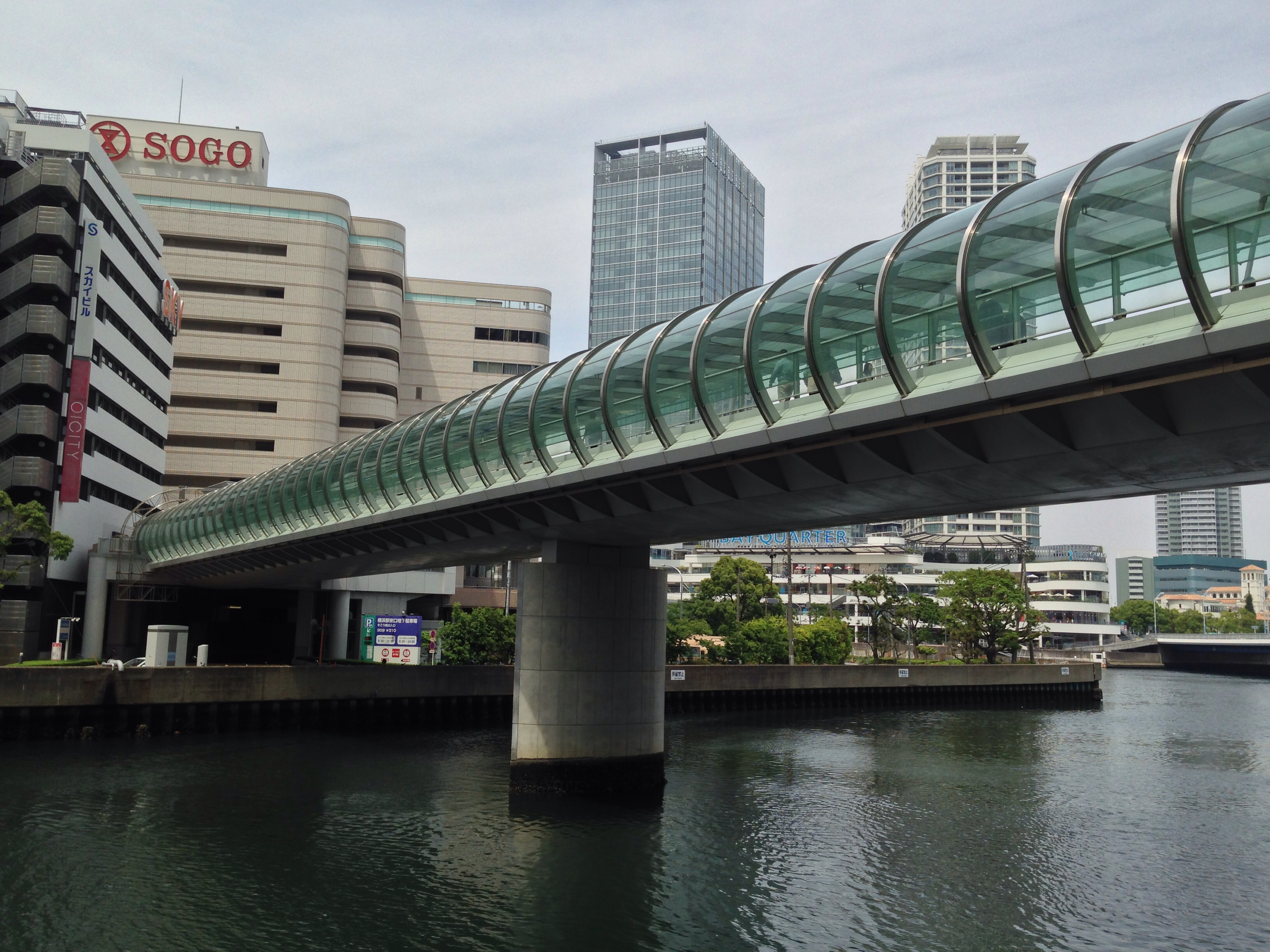
水際線プロムナードより接近撮影
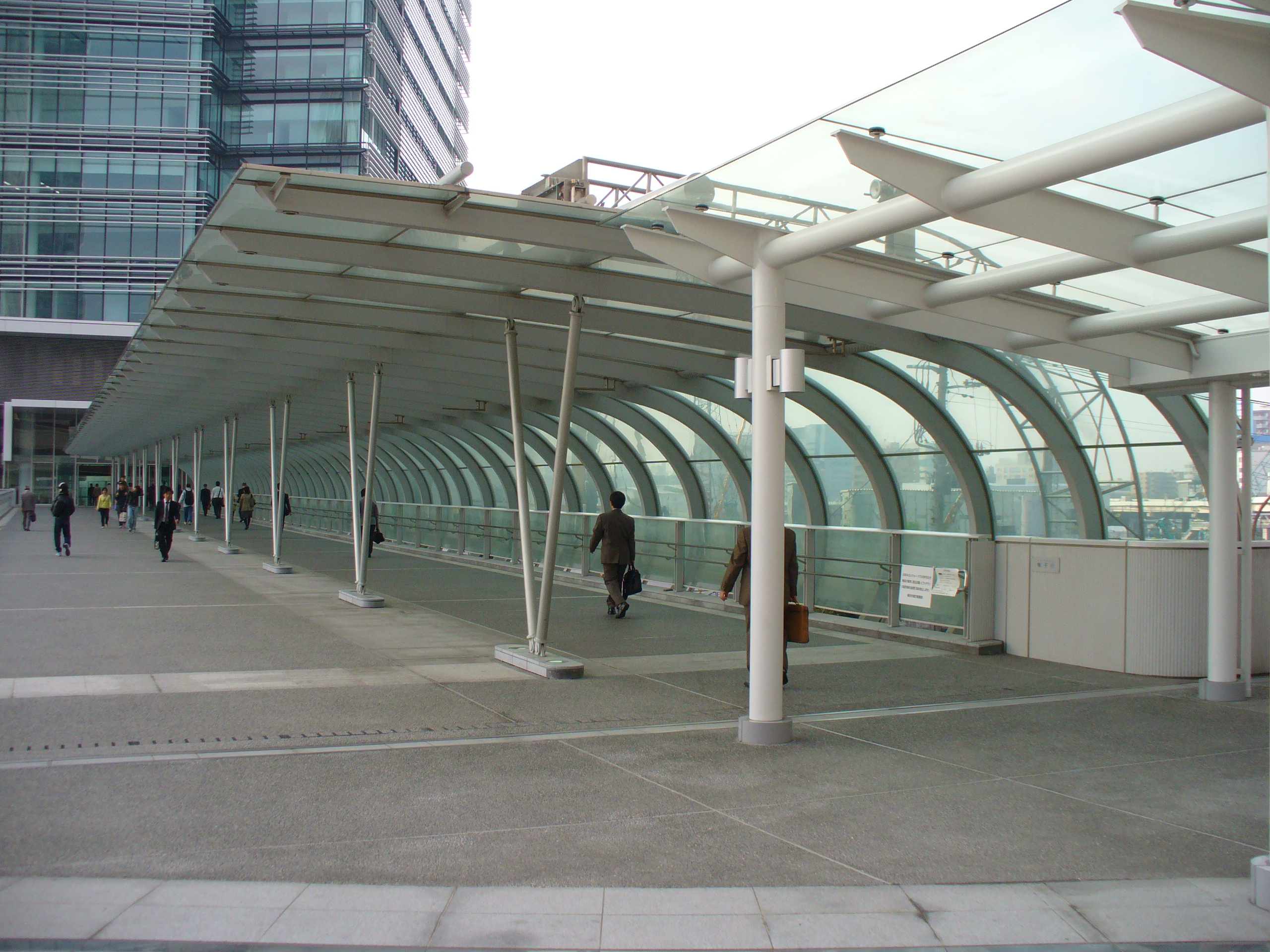
橋上より日産グローバル本社方面を望む